# Wilhelm Blasius
Wilhelm Blasius (Braunschweig in Hertogdom Brunswijk,  5 juli 1845 –  31 mei 1912) was een Duitse vogelkundige. Hij werd vooral bekend om de beschrijvingen van nieuwe vogelsoorten uit de Indische Archipel.

## Biografie
Wilhelm Blasius was de tweede zoon van de bioloog Johann Heinrich Blasius. Hij studeerde medicijnen in Braunschweig, Göttingen en Zürich en sloot zijn studie in 1868 af. In 1871 volgde hij zijn vader op als directeur van het natuurhistorisch museum en de botanische tuin in Braunschweig. In 1872 werd hij hoogleraar in de plant- en dierkunde aan de technische hogeschool in Braunschweig.Tijdens zijn werk zette hij zich in voor het behoud van zowel de fauna als het immateriële culturele erfgoed (heemkunde). Hij bestudeerde de prehistorie van Nedersaksen en Saksen-Anhalt waaronder hunebedden in de buurt van Haldensleben.
Hij was van 1873 tot 1875 secretaris van het Deutsche Ornithologen-Gesellschaft. Verder streefde hij naar internationaal aanzien van het natuurhistorisch museum met de aankoop van en ruilhandel in balgen. Tot zijn aanwinsten behoorden de verzamelingen van  Adolph Nehrkorn, Friedrich Grabowsky, Carl Constantin Platen en Hugo Storm. De topstukken van het museum komen vooral uit de Filipijnen, Celebes, de Molukken en uit Bolivia.

## Zijn werk/nalatenschap
Een monografie over de uitgestorven reuzenalk (Pinguinus impennis), in 1903 als boek gepubliceerd, behoort tot zijn bekendste werk. Daarnaast beschreef hij 14 nieuwe vogelsoorten waaronder de celebesdwergsperwer (Accipiter nanus), soenda-ooievaar (Ciconia stormi), gestreepte woltimalia (Ptilocichla mindanensis) en Platens ral (Aramidopsis plateni).

## Publicaties (boeken)
- 1883: Vögel von Borneo. (samen met Friedrich Grabowsky) – Titelpagina BHL
- 1884: Zur Geschichte der Ueberreste von Alca impennis Linn. –  J. Ornithol 32, 58–176. BHL
- 1891: Die faunistische Litteratur Braunschweigs und der Nachbargebiete mit Einschluss des ganzen Harzes.
- 1900: Die anthropologische Litteratur Braunschweigs und der Nachbargebiete mit Einschluss des ganzen Harzes.
- 1903: Der Riesenalk, Alca impennis L. In: „Naumann, Naturgeschichte der Vögel Mitteleuropas

- Gemeinsame Normdatei: 116200391
- International Standard Name Identifier: 0000 0000 0977 8944
- Nationale Bibliotheek van Tsjechië: xx0311739
- SNAC: w6hb6pgr
- Virtual International Authority File: 35202266